# Duncker & Humblot
La Duncker & Humblot è una casa editrice tedesca specializzata in opere di carattere giuridico e sociale.